# Epitonium pulchellum
Epitonium pulchellum is een slakkensoort uit de familie van de Epitoniidae. De wetenschappelijke naam van de soort is voor het eerst geldig gepubliceerd in 1832 door Bivona.